# Рафт-Айленд (Вашингтон)
Рафт-Айленд (англ. Raft Island) — переписна місцевість (CDP) в США, в окрузі Пірс штату Вашингтон. Населення — 490 осіб (2020).

## Географія
Рафт-Айленд розташований за координатами 47°19′44″ пн. ш. 122°40′8″ зх. д. / 47.32889° пн. ш. 122.66889° зх. д. (47.329013, -122.668774).  За даними Бюро перепису населення США в 2010 році переписна місцевість мала площу 0,81 км², уся площа — суходіл.

## Демографія
Згідно з переписом 2010 року, у переписній місцевості мешкало 459 осіб у 182 домогосподарствах у складі 138 родин. Густота населення становила 563 особи/км².  Було 205 помешкань (252/км²).
Расовий склад населення:
| - 93,2 % — білих - 2,6 % — азіатів - 1,1 % — чорних або афроамериканців - 1,1 % — осіб інших рас |

До двох чи більше рас належало 2,0 %. Частка іспаномовних становила 1,7 % від усіх жителів.
За віковим діапазоном населення розподілялося таким чином: 19,6 % — особи молодші 18 років, 63,2 % — особи у віці 18—64 років, 17,2 % — особи у віці 65 років та старші. Медіана віку мешканця становила 49,4 року. На 100 осіб жіночої статі у переписній місцевості припадало 91,2 чоловіків;  на 100 жінок у віці від 18 років та старших — 98,4 чоловіків також старших 18 років.
Середній дохід на одне домашнє господарство  становив 131 318 доларів США (медіана — 100 536), а середній дохід на одну сім'ю — 173 038 доларів (медіана — 162 500). За межею бідності перебувало 2,6 % осіб, у тому числі 0,0 % дітей у віці до 18 років та 0,0 % осіб у віці 65 років та старших.
Цивільне працевлаштоване населення становило 184 особи. Основні галузі зайнятості: освіта, охорона здоров'я та соціальна допомога — 31,5 %, науковці, спеціалісти, менеджери — 19,0 %, мистецтво, розваги та відпочинок — 15,8 %.